# Annabella Stropparo
Annabella Stropparo (Bassano del Grappa, 4 juli 1968) is een voormalig mountainbikester en veldrijdster uit Italië. Ze vertegenwoordigde haar vaderland bij de Olympische Spelen van 1996 in Atlanta. Daar eindigde ze op de zesde plaats in de eindrangschikking. Ze is meervoudig Italiaans kampioene in beide disciplines: zesvoudig bij het mountainbiken en achtvoudig bij het veldrijden.

## Erelijst

### Mountainbike
1996
- 6e Olympische Spelen

1997
- Europese kampioenschappen
- 9e WB-eindklassement

1998
- 14e WB-eindklassement

2000
- 10e Europese kampioenschappen

2001
 Italiaans kampioenschap
2002
 Italiaans kampioenschap
2003
 Italiaans kampioenschap
2004
 Italiaans kampioenschap
2005
- 19e WB-eindklassement

2006
 Italiaans kampioenschap
2007
 Italiaans kampioenschap

### Veldrijden
| Jaar   | 1996                 | 1997                 | 1998                 | 1999                 | 2000 | 2001 | 2002 | 2003 | 2004 | 2005 | 2006 | 2007 | 2008   |
| WK     | geen WK voor vrouwen | geen WK voor vrouwen | geen WK voor vrouwen | geen WK voor vrouwen | -    | 11e  | -    | 4e   | -    | -    | 18e  | -    | -      |
| Italië | Zilver               | Zilver               | Goud                 | Goud                 | Goud | Goud | -    | Goud | Goud | Goud | Goud | -    | Zilver |

Overige wedstrijden
1996-1997
- Heerlen (Wereldbeker bijprogramma)[1]

1999-2000
- Silvelle-GP Selle Italia
- Boxtel
- Nommay

2001
- Pontchâteau